# ولایت سمرقند
ولایت سمرقند (به ازبکی: Samarqand viloyati) یکی از ولایت‌های کشور ازبکستان است.

وسعت آن ۱۶٬۴۰۰ کیلومتر مربع و جمعیت آن در ۲۰۱۴ میلادی، ۳٬۴۴۴٬۸۰۰ تن بوده‌است. ولایت سمرقند با تاجیکستان، ولایت نوایی، ولایت جیزک و ولایت قشقه‌دریا هم‌مرز است.

## شهرستان‌ها
|    | شهرستان   | مرکز شهرستان | نقشه                     |
| -- | --------- | ------------ | ------------------------ |
| ۱  | بُلُنغور    | بلنغور       | شهرستان‌های استان سمرقند. |
| ۲  | اشتیخان   | اشتیخان      | شهرستان‌های استان سمرقند. |
| ۳  | جام‌بای    | جام‌بای       | شهرستان‌های استان سمرقند. |
| ۴  | کَته‌قورغان | پنج‌شنبه      | شهرستان‌های استان سمرقند. |
| ۵  | قوش‌رباط   | قوش‌رباط      | شهرستان‌های استان سمرقند. |
| ۶  | نَرپی      | آق‌تاش        | شهرستان‌های استان سمرقند. |
| ۷  | نورآباد   | نورآباد      | شهرستان‌های استان سمرقند. |
| ۸  | آق‌دریا    | لایش         | شهرستان‌های استان سمرقند. |
| ۹  | پَخته‌چی    | ضیاالدین     | شهرستان‌های استان سمرقند. |
| ۱۰ | پای‌اریق   | پای‌اریق      | شهرستان‌های استان سمرقند. |
| ۱۱ | پست‌درغام  | جمعه         | شهرستان‌های استان سمرقند. |
| ۱۲ | سمرقند    | گل‌آباد       | شهرستان‌های استان سمرقند. |
| ۱۳ | تایلاق    | تایلاق       | شهرستان‌های استان سمرقند. |
| ۱۴ | اورگوت    | اورگوت       | شهرستان‌های استان سمرقند. |

## شهرها
| - سمرقند - کته‌قرغان - چیلک - دهبت - چیمبای - چارهین - چرخین - چکر - بوران‌خواجه - بلونگور - بش‌بالا | - بازارجای - بیکوت - بیبیچه - باش‌کودوک - آرتیبول - عربخانه - امان‌کوتان - امان‌دره - آلتی‌اول - آگالیک |  |

## شهرهای خواهر
- نیشابور، ایران
- بخارا، ازبکستان
- بلخ، افغانستان
- مرو، ترکمنستان
- کوزکو، پرو
- لاهور، پاکستان
- لفیف، اوکراین
- استانبول، ترکیه
- ازمیر، ترکیه
- قیروان، تونس
- خجند، تاجیکستان